# Richard R. Schmidt
Richard R. Schmidt (* 14. Mai 1935 in Schwäbisch Hall) ist ein deutscher Chemiker. Er ist Professor für Chemie und Biochemie an der Universität Konstanz.
Schmidt studierte Chemie an der Universität Stuttgart mit dem Diplom 1960 und der Promotion 1962. Er war 1965/66 als Post-Doktorand am Scripps Research Institute in La Jolla, habilitierte sich 1968/69 an der Universität Stuttgart und wurde dort 1970 Professor. Ab 1975 war er Professor in Konstanz. Berufungen nach Heidelberg und Mainz lehnte er ab. 2003 wurde er emeritiert.
Er befasst sich unter anderem mit Synthese von Kohlenhydraten, speziell Glykokonjugaten aus Kohlenhydraten und Proteinen wie sie in Zellmembranen vorkommen und dort wichtige Funktionen zum Beispiel in der Zellerkennung erfüllen, Methoden der Herstellung glycosidischer Bindungen (Trichloracetimidat-Methode), Synthese von Glycosidasen und Inhibitoren der Glycosyltransferase und Studium von deren enzymatischer Funktion sowie Solid Phase Synthese von Oligosacchariden.
1995 erhielt er die Emil-Fischer-Medaille. 2011 erhielt er den Claude S. Hudson Award. 2009 erhielt er als Erster den Emil Fischer Carbohydrate Award der European Carbohydrate Organization.